# خيرمان فيريرا
خيرمان فيريرا (بالإسبانية: Germán Ferreira)‏ هو لاعب كرة قدم أوروغواني في مركز الدفاع، ولد في 4 أبريل 1991 في الأوروغواي. لعب مع نادي رينتيستاس وClub Plaza Colonia de Deportes ‏.

## وصلات خارجية
- خيرمان فيريرا على موقع قاعدة بيانات كرة القدم.إي يو (الإنجليزية)
- خيرمان فيريرا على موقع Soccerway.com (الإنجليزية)
- خيرمان فيريرا على موقع AS.com (الإسبانية)